# 奧地利的瑪麗亞·瑪格達列娜 (1589-1631)
奧地利的瑪麗亞·瑪格達列娜（德語：Maria Magdalena von Österreich，1589年10月7日—1631年11月1日），托斯卡納大公夫人，神聖羅馬皇帝斐迪南二世的妹妹。

## 家庭
1608年，瑪麗亞·瑪格達列娜與托斯卡納的科西莫·德·麥地奇結婚，兩人共有5子3女：
1. 瑪麗亞·克里斯蒂娜（英语：Maria Cristina de' Medici）（1609年—1632年）
2. 費迪南多（1610年—1670年），托斯卡納大公
3. 吉安卡洛（英语：Giancarlo de' Medici）（1611年—1663年），樞機
4. 瑪格麗塔（1612年—1679年），帕爾馬公爵夫人
5. 馬蒂亞斯（英语：Mattias de' Medici）（1613年—1667年），西恩納總督
6. 法蘭西斯科（英语：Francesco de' Medici (1614–1634)）（1614年—1634年），早逝
7. 安娜（英语：Anna de' Medici, Archduchess of Austria）（1616年—1676年），外奧地利大公夫人
8. 利奧波多（英语：Leopoldo de' Medici）（1617年—1675年）